# Háromnapos sötétség
A háromnapos sötétség egy eszkatológiai koncepció, az üdvtörténet egyik állomásának tekintik.  Leginkább katolikus körökből Isten egyik eszközének vélik.  A Bibliában leírások találhatóak és párhuzamba állított utalások. Az eszkatológiai koncepció ma is aktuális, melynek alapja próféciákból született.

## Biblia
- Az egyiptomi tíz csapás kilencedikje a háromnapos sötétség. Isten kegyelmi korszakának a bevezetése, az egyiptomi fogságból való kiszabadulás előzménye. (2Móz 10,21)
- Jónás három napig ült a cethal gyomrában, mert nem teljesítette Isten kérését, de a cethal gyomrában mindent megbánt és kiszabadulása után teljesítette a küldetést. (Jónás könyve 1–3)
- Krisztus mondja, „Amint ugyanis Jónás próféta három nap és három éjjel volt a cethal gyomrában, úgy lesz az Emberfia is három nap és három éjjel a föld szívében. A ninivei férfiak feltámadnak az ítéletkor ezzel a nemzedékkel, és elítélik, mert ők bűnbánatot tartottak Jónás szavára, és íme itt nagyobb van, mint Jónás. Dél királynője feltámad majd az ítéletkor ezzel a nemzedékkel, és elítéli, mert ő eljött a föld határáról, hogy hallja Salamon bölcsességét, és íme itt nagyobb van, mint Salamon.” (Mt 12,40–42)
- A Jelenés könyvében bár időtartam nem lett közölve: „Az ötödik, a vadállat trónjára öntötte csészéjét, mire sötétség lett országában. Az emberek fájdalmukban a nyelvüket harapdálták, és káromolták az ég Istenét kínjuk és fekélyeik miatt, de tetteiket nem bánták meg.” (Jel 16,10)[1]

## Magán kinyilatkoztatások
- Boldog Anna Maria Taigi(wd) (1739-1837):

"Sötétség borul majd az egész föld három napig és három éjszakán át. Semmit nem lehet látni, és a levegő tele lesz pestissel, amely elsősorban, de nem csak a vallás ellenségeit érinti. Lehetetlen lesz  mesterséges fényt használni ebben a sötétben, kivéve a szent gyertyákat. Aki kíváncsiságból kinyitja az ablakot és kinéz, vagy kimegy a házból, az a helyszínen holtan esik le. E három nap alatt az emberek maradjanak otthonukban, imádkozzanak a Szent Rózsafüzért és esedezzenek Isten irgalmáért. Az Egyház összes ellensége, ismert és ismeretlen, az egész földön el fog pusztulni ebben az egyetemes sötétségben, kivéve néhányat, akiket Isten hamarosan megtérít. A levegőt démonok fogják megfertőzni, amelyek mindenféle szörnyű formában megjelennek."
- Marie-Julie Jahenny (1850–1941), a breton stigmatizált, kijelenti csütörtöktől szombatig tart majd.[3]
- Alois Irlmaier (1894-1959) "A háború alatt eljön a nagy sötétség amely 72 óráig tart. Villámlás és földrengés után, ne menjenek ki a házból, gyújtsanak gyertyát és az ablakokat fekete papírral borítsák be. Aki belélegzi a port görcsöt kap és meghal.[4]